# Aliénor Rougeot

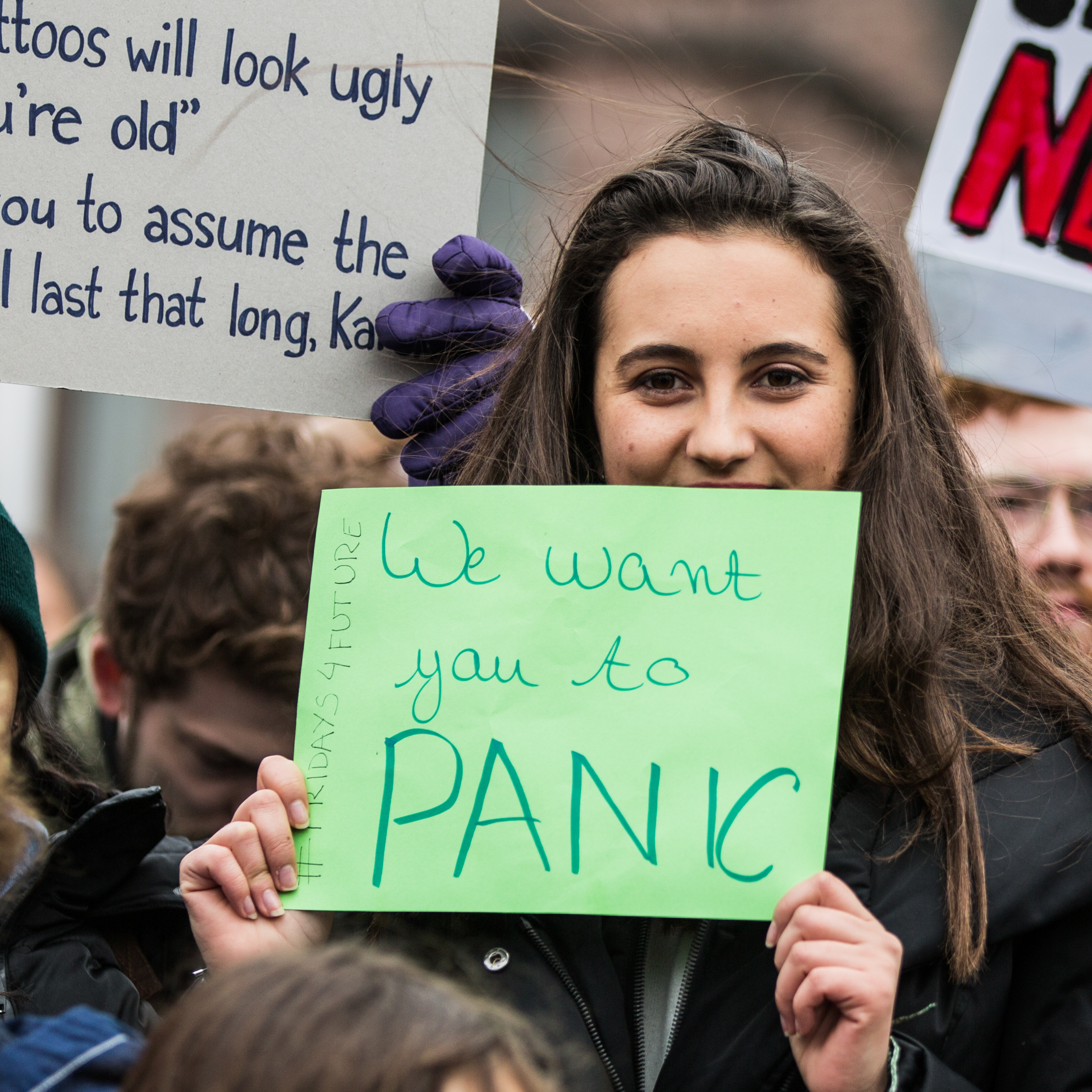
Aliénor Rougeot (2019)

Aliénor Rougeot (* 1999) ist eine kanadisch-französische Klimaaktivistin. 2019 war sie in Kanada an der Organisation von Fridays for Future beteiligt.

## Leben
Rougeot wuchs in Südfrankreich auf, wo sie nach eigenen Angaben bereits im Alter von zehn Jahren durch das Artensterben auf Umweltfragen aufmerksam wurde. Sie zog später nach Kanada und studierte Wirtschaftswissenschaften und Public Policy an der University of Toronto. Im Rahmen ihres Studiums erhielt sie ein Stipendium der University of Toronto Alumni Association (UTAA).
Seit 2019 engagiert sie sich intensiv in der kanadischen Klimabewegung. Sie war eine der Mitorganisatorinnen der Fridays-for-Future-Proteste in Toronto und spielte eine zentrale Rolle beim Aufbau der Bewegung in der Stadt.
Rougeot lebt in Toronto und ist Programmmanagerin bei der Umweltorganisation Environmental Defence Canada.

## Auszeichnungen
- 2019: 30 Under 30 Sustainability Leaders von Corporate Knights[5]
- 2019: 50 most influential Torontonians des Toronto Life Magazins[2]
- 2020: Top 25 Under 25 Environmentalists von The Starfish[6]